# Hagakullen
Hagakullen är en bebyggelse i Grimetons socken i Varbergs kommun, Hallands län. SCB avgränsade en småort här 2020.